# Jerzy Trela
Jerzy Trela, właśc. Józef Jerzy Trela (ur. 14 marca 1942 w Leńczach, zm. 15 maja 2022 w Krakowie) – polski aktor teatralny, filmowy i telewizyjny oraz pedagog, profesor sztuk teatralnych, poseł na Sejm PRL IX kadencji.
Stworzył wiele wybitnych kreacji teatralnych, zarówno epizodycznych, jak i pierwszoplanowych, współpracując z takimi twórcami, jak Jerzy Jarocki, Andrzej Wajda, Konrad Swinarski, Kazimierz Kutz czy Krystian Lupa. Najsłynniejsze z nich to chociażby rola Konrada w Dziadach (1973), Konrada w Wyzwoleniu Stanisława Wyspiańskiego (1974), Jaśka w Weselu, Ojca w Ślubie Gombrowicza (1991, nagroda im. A. Zelwerowicza), Mefistofelesa w Fauście (1997), Samuela w Sędziach Stanisława Wyspiańskiego (1999, nagroda im. Aleksandra Zelwerowicza, Feliks Warszawski), czy Majora w Damach i huzarach Aleksandra Fredry (2001, krakowski Ludwik).
Przez niemal całą karierę artystyczną pozostawał związany ze Starym Teatrem w Krakowie. Był profesorem i wykładowcą, a w latach 1984–1990 rektorem Państwowej Wyższej Szkoły Teatralnej im. Ludwika Solskiego w Krakowie. 

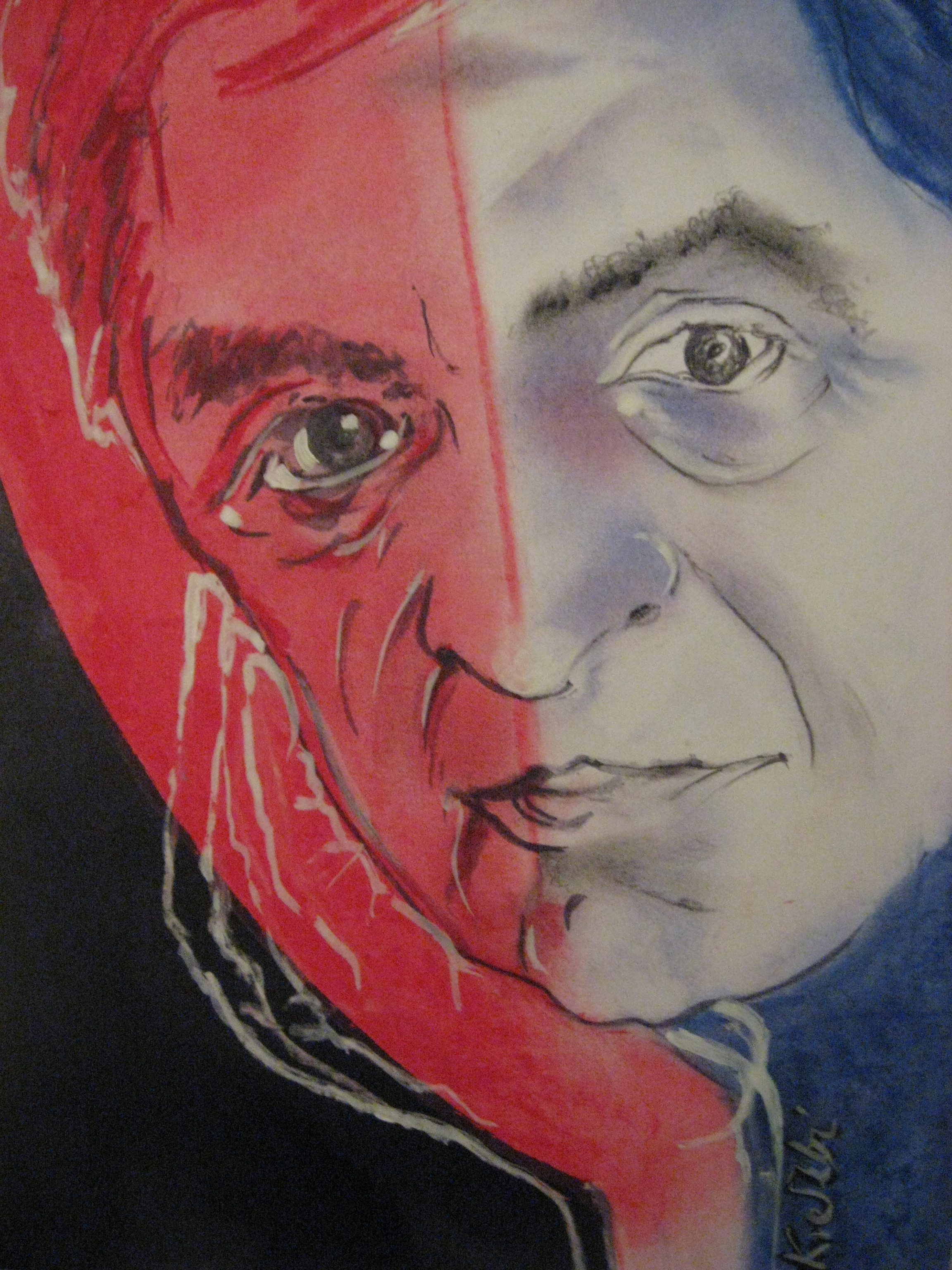
Jerzy Trela w portrecie Zbigniewa Kresowatego

## Życiorys
Urodził się jako Józef Trela i wychował we wsi Leńcze w powiecie wadowickim, w rodzinie kolejarzy, był synem Józefa i Janiny. Jako dziecko mieszkał także we Wrocławiu oraz w domu dziecka w Krzeszowicach. Ukończył naukę w liceum plastycznym w Krakowie, po czym podjął pracę w nowohuckim teatrze lalek. W 1969 ukończył studia na Wydziale Aktorskim Państwowej Wyższej Szkoły Teatralnej im. Ludwika Solskiego w Krakowie. Był jednym ze współtwórców Krakowskiego Teatru Scena STU. Był na stałe związany z Krakowem. Występował w tamtejszym Teatrze Rozmaitości, od 1969 do stycznia 2014 w Państwowym Starym Teatrze im. Heleny Modrzejewskiej. Był członkiem podstawowego zespołu Starego Teatru, aktorem wielu przedstawień wyreżyserowanych przez Konrada Swinarskiego. Stworzył wybitne kreacje aktorskie, m.in. w Dziadach, czy Wyzwoleniu. Zespół teatru opuścił na znak protestu przeciw zmianom, jakie wprowadzał nowy dyrektor sceny – Jan Klata. Trela podkreślał, że bezpośrednią przyczyną były dwa performance’y firmowane przez nową dyrekcję, w których wykpiwany był Swinarski. Wraz z Trelą zespół opuściła Anna Polony.
W latach 1984–1990 był rektorem krakowskiej PWST. Następnie pełnił funkcję profesora tejże uczelni.
Z ramienia Polskiej Zjednoczonej Partii Robotniczej, do której przynależał, pełnił mandat posła na Sejm PRL IX kadencji (1985–1989). W latach 1986–1989 był członkiem Narodowej Rady Kultury i Rady Konsultacyjnej przy Przewodniczącym Rady Państwa.
Był laureatem Złotego Wawrzyna Grzymały z 1992 oraz Honorowego Ludwika za całokształt kariery, przyznanego przez Krakowską Fundację Artystów Teatru w 2001. W 2002 otrzymał tytuł „Krakowianina Roku”. Laureat Nagrody im. Tadeusza Boya-Żeleńskiego w 1978 oraz dwukrotny laureat Nagrody im. Aleksandra Zelwerowicza – przyznawanej przez redakcję miesięcznika „Teatr” za sezon 1990/1991 i 1998/1999. W 1998 podczas III Festiwalu Gwiazd w Międzyzdrojach odcisnął dłoń na Promenadzie Gwiazd. W tym samym roku ukazał się film dokumentalny o Jerzym Treli Jest taki człowiek w reżyserii Andrzeja Maja.
Był członkiem honorowego komitetu poparcia Bronisława Komorowskiego przed wyborami prezydenckimi w 2015.
11 maja 2022 Rada Miasta Krakowa nadała Jerzemu Treli tytuł Honorowego Obywatela Stołecznego Królewskiego Miasta Krakowa „w dowód uznania jego szczególnych zasług dla rozwoju życia teatralnego Krakowa i kultury polskiej”.
Otrzymał m.in. pięć nagród Ministra Kultury i Sztuki, w tym nagrodę I stopnia za całokształt dorobku artystycznego w zakresie teatru (1983). W 1981 odznaczono go Krzyżem Kawalerskim Orderu Odrodzenia Polski, w 1989 – tytułem „Zasłużony dla Kultury Narodowej”, w 2000 – Krzyżem Komandorskim Orderu Odrodzenia Polski („za wybitne zasługi w działalności w ruchu studenckim, za osiągnięcia w pracy zawodowej i społecznej z okazji jubileuszu 50-lecia ZSP”), a w 2011 – Krzyżem Komandorskim z Gwiazdą Orderu Odrodzenia Polski.

## Życie prywatne
Od 1965 do śmierci małżonki w 2015 był żonaty z Georgettą z domu Jensz. Mieli dwoje dzieci – syna Piotra oraz córkę Monikę. Przez ponad 20 lat zmagał się z chorobą nowotworową. W 2017 nastąpił nawrót choroby i przeszedł operację, która nie spełniła pokładanych w niej nadziei. Pod koniec 2021 stan zdrowia aktora bardzo się pogorszył. Zmarł w Krakowie 15 maja 2022. Został pochowany osiem dni później, obok swojej żony, na cmentarzu w Leńczach.

## Odznaczenia i nagrody

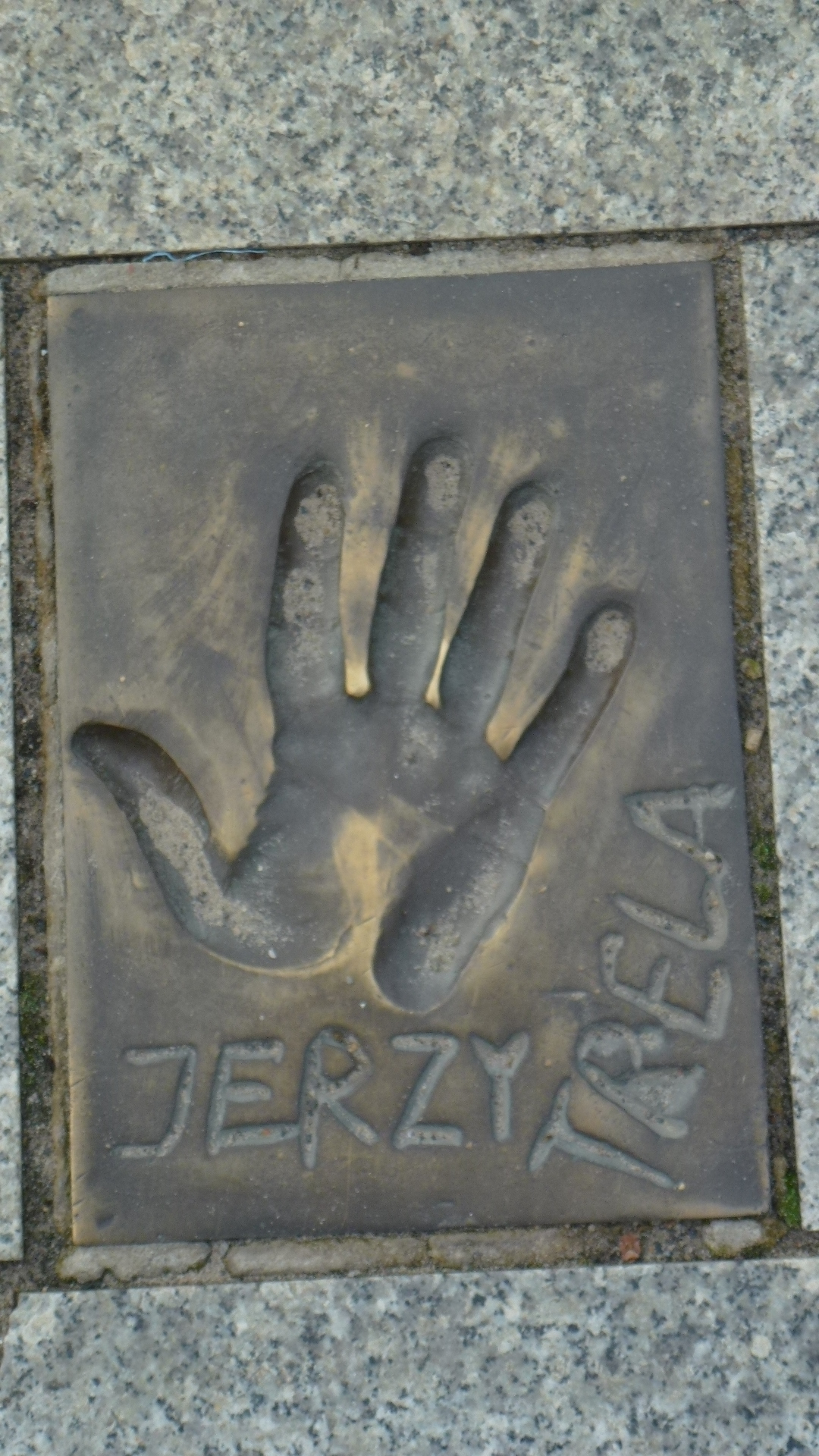
Odcisk dłoni w Alei Gwiazd w Międzyzdrojach

- Krzyż Komandorski z Gwiazdą Orderu Odrodzenia Polski (2011)[13]
- Krzyż Komandorski Orderu Odrodzenia Polski (2000)[14]
- Krzyż Kawalerski Orderu Odrodzenia Polski (1981)
- Złoty Medal „Zasłużony Kulturze Gloria Artis” (2005)
- Odznaka honorowa „Zasłużony dla Kultury Polskiej” (1989)
- Medal 40-lecia Polski Ludowej (1984)[15]
- Złota Odznaka Honorowa Województwa Małopolskiego – Krzyż Małopolski (2016)
- Nagroda główna na XVI Kaliskich Spotkaniach Teatralnych w Kaliszu za rolę Konrada w Wyzwoleniu Stanisława Wyspiańskiego w Starym Teatrze im. Heleny Modrzejewskiej w Krakowie (1976)
- Nagroda Ministra Kultury i Sztuki II stopnia za osiągnięcia aktorskie (1977)
- Nagroda im. Tadeusza Boya-Żeleńskiego (1978)
- Nagroda na IV Opolskich Konfrontacjach Teatralnych w Opolu za rolę Jaśka w Weselu Stanisława Wyspiańskiego w reż. Jerzego Grzegorzewskiego w Starym Teatrze w Krakowie (1978)
- Nagroda na XIX Festiwalu Polskich Sztuk Współczesnych we Wrocławiu za rolę Gralaka w spektaklu Życiorys według Krzysztofa Kieślowskiego w Starym Teatrze w Krakowie (1978)
- Wielka Nagroda Publiczności, Nagroda Ministra Kultury i Sztuki na XIV Ogólnopolskim Przeglądzie Teatrów Małych Form w Szczecinie za reżyserię spektaklu Przeszłość to dziś, tylko cokolwiek dalej według Cypriana Kamila Norwida (1979)
- Nagroda Miasta Krakowa (1979)[16]
- „Złoty Ekran” za rolę Konrada w Wyzwoleniu Stanisława Wyspiańskiego w Starym Teatrze w Krakowie (1980)
- Nagroda Przewodniczącego Komitetu do Spraw Radia i Telewizji I stopnia za osiągnięcia aktorskie w Teatrze Telewizji (1982)
- Nagroda Ministra Kultury i Sztuki I stopnia za całokształt dorobku artystycznego (1983)
- Nagroda na X Opolskich Konfrontacjach Teatralnych w Opolu za rolę Masynissy w Irydionie Zygmunta Krasińskiego graną gościnnie w Teatrze im. Juliusza Słowackiego w Krakowie (1984)
- Odznaka Honorowa Gryfa Pomorskiego oraz List Gratulacyjny od wojewody szczecińskiego (1984)
- Nagroda Ministra Obrony Narodowej I stopnia za wybitne kreacje filmowe, telewizyjne i teatralne (1985)
- Nagroda na XXVII Festiwalu Polskich Sztuk Współczesnych we Wrocławiu za rolę Anatola w spektaklu Portret Sławomira Mrożka w Starym Teatrze w Krakowie (1988)
- Nagroda na XXIX FPSW we Wrocławiu za rolę Ojca w spektaklu Ślub Witolda Gombrowicza w Starym Teatrze w Krakowie (1991)
- Nagroda im. Aleksandra Zelwerowicza za rolę Ojca w Ślubie Witolda Gombrowicza w Starym Teatrze w Krakowie (1991)
- Złoty Wawrzyn Grzymały przyznany w Bydgoszczy (1992)
- Nagroda na I Ogólnopolskim Konkursie na Wystawienie Polskiej Sztuki Współczesnej (OKNWPSW) w Warszawie za rolę Zachedryńskiego w spektaklu Miłość na Krymie Sławomira Mrożka w Starym Teatrze w Krakowie (1995)
- „Złoty Laur” „Przekroju” (1995)
- Nagroda na XXI Festiwalu Polskich Filmów Fabularnych w Gdyni w kategorii: drugoplanowa rola męska za rolę ojca Kuby w filmie Autoportret z kochanką w reż. Radosława Piwowarskiego (1996)
- Nagroda wojewody krakowskiego w dziedzinie kultury (1997)
- Krakowska Złota Maska w plebiscycie publiczności teatrów krakowskich za rolę Mefistofelesa w Fauście Johanna Goethego w Starym Teatrze w Krakowie (1998)
- Feliks Warszawski za rolę Samuela w Sędziach Stanisława Wyspiańskiego w Teatrze Narodowym w Warszawie (1999)
- Nagroda im. Aleksandra Zelwerowicza za rolę Samuela w Sędziach Stanisława Wyspiańskiego w Teatrze Narodowym w Warszawie (2000)
- Honorowa Nagroda Ludwik 2000 przyznawana przez krakowskie środowisko teatralne za całokształt twórczości (2001)
- Polska Nagroda Filmowa – Orzeł za najlepszą drugoplanową rolę męską w filmie Quo vadis w reż. Jerzego Kawalerowicza (2002)
- Nagroda Ministra Kultury w dziedzinie teatru (2005)
- Nagroda na V Festiwalu Teatru Polskiego Radia i Teatru Telewizji Polskiej „Dwa Teatry” w Sopocie za rolę Ericha Honeckera w słuchowisku Chrystus z Lobetal Leszka Wołosiuka (2005)
- Wielka Nagroda Aktorska na II Ogólnopolskim Konkursie na teatralną inscenizację dawnych dzieł literatury europejskiej za rolę tytułową w spektaklu Wielkie kazanie księdza Bernarda w Krakowskim Teatrze Scena STU (2007)
- Nagroda Miasta Krakowa w kategorii kultura i sztuka (2008)
- Grand Prix na XLIX Kaliskich Spotkaniach Teatralnych w Kaliszu za rolę Króla w spektaklu Król umiera, czyli ceremonie w reż. Piotra Cieplaka z Narodowego Starego Teatru w Krakowie (2009)
- Honorowa Nagroda „Kowadła” za wielkość sztuki wyznaczającej rangę polskiego aktorstwa (2010)
- Wielka Nagroda Festiwalu Teatru Polskiego Radia i Teatru Telewizji Polskiej „Dwa Teatry – Sopot 2011” za wybitne kreacje aktorskie w Teatrze PR i Teatrze TVP (2011)
- Nagroda Prezesa Rady Ministrów „za osiągnięcia naukowe lub artystyczne w tym za wybitny dorobek naukowy lub artystyczny” (przyznana w 2013 za rok 2012)
- Małopolanin Roku (2013)
- Wielki Splendor „za wybitne kreacje w słuchowiskach oraz twórczy wkład na rzecz rozwoju i umacniania rangi radia artystycznego w Polsce” (2017)
- Nagroda Gustaw za szczególne zasługi dla środowiska teatralnego (2018)[17]
- Honorowy Obywatel Stołecznego Królewskiego Miasta Krakowa (2022)[18]

## Filmografia
- Stawka większa niż życie (serial telewizyjny) (1968) – Romek (odc. 10.)
- Dzień oczyszczenia (1969) – Kuba, członek oddziału majora „Dziadka”
- Sól ziemi czarnej (1969) – powstaniec
- Kolumbowie (serial telewizyjny) (1970) – bracia Władysław i Jerzy Jagiełło (odc. 4–5)
- Kocie ślady (1971) – porucznik Gerhard
- Złote koło (1971) – porucznik Prałat
- Kopernik (1972) – dworzanin
- Kopernik (serial telewizyjny) (1972) – dworzanin
- Janosik (serial telewizyjny) (1973) – zbójnik Bacuś (odc. 2, 6–7 i odc. 9)
- Sanatorium pod Klepsydrą (1973) – wesołek
- Sędziowie (1974) – Natan, syn Samuela
- Strach (1975) – porucznik MO Węglewski
- W środku lata (1975) – nieznajomy
- Znikąd donikąd (1975) – porucznik Jerzy „Groźny”, dowódca oddziału
- Spokój (1976) – Zenek, kierownik budowy
- Układ krążenia (serial telewizyjny) (1978) – kapitan MO prowadzący śledztwo w sprawie śmierci Tomala (odc. 2–3, 6–7)
- Do krwi ostatniej... (1978) – Zygmunt Gawlik, brat Ani
- Do krwi ostatniej (serial) (1979) – Zygmunt Gawlik, brat Ani
- Ćma (1980) – redaktor Sołtys
- Królowa Bona (serial telewizyjny) (1980) – Mikołaj Radziwiłł Czarny
- W biały dzień (1980) – malarz, przyjaciel „Koraba”
- Wizja lokalna 1901 (1980) – Winkler, ojciec Antka
- Z biegiem lat, z biegiem dni… (serial telewizyjny) (1980) – socjalista Marcin
- Człowiek z żelaza (1981) – Antoniak, działacz opozycji
- Kobieta samotna (1981) – mąż Ireny, ojciec Bogusia
- Znachor (1981) – Samuel Obiedziński
- „Anna” i wampir (1981) – porucznik Szłapowicz, członek grupy dochodzeniowej
- Blisko, coraz bliżej (serial telewizyjny) (1982) – Wojciech Korfanty (odc. 8–10)
- Danton (1982) – Varenne Billaud
- Epitafium dla Barbary Radziwiłłówny (1982) – Mikołaj Radziwiłł „Czarny”
- Karate po polsku (1982) – „Kapitan”, wuj Romana
- Matka Królów (1982) – „Hiszpan”
- Na odsiecz Wiedniowi (1983) – Kara Mustafa
- Nie było słońca tej wiosny (1983) – ksiądz
- Przeznaczenie (1983) – Tężel
- Wedle wyroków twoich... (1983) – kolejarz Ochalski
- Rycerze i rabusie (serial telewizyjny) (1984) – Kilian Boratyński (odc. 4)
- Ga, ga. Chwała bohaterom (1985) – dyrektor więzienia
- Przyłbice i kaptury (serial telewizyjny) (1985) – brat Erazm (odc. 3–7, 9)
- Sam pośród swoich (1985) – kapitan, oficer polityczny pułku
- Sceny dziecięce z życia prowincji (1985) – burmistrz R.
- Tanie pieniądze (1985) – „Winko”
- Biała wizytówka (serial telewizyjny) (1986) – sztygar Grela
- Magnat (1986) – sztygar Grela
- Prywatne śledztwo (1986) – kapitan
- Anioł w szafie (1987) – Jan
- Na srebrnym globie (1988) – Jerzy
- Dekalog IX (1988) – lekarz Mikołaj, kolega Romana
- Nocny gość (1989) – Thevenin
- Trzy kolory. Biały (1993) – Bronek
- Tylko strach (1993) – Karol
- Legenda Tatr (1994) – Mudroń
- Śmierć jak kromka chleba (1994) – górnik Skarga
- Opowieść o Józefie Szwejku i jego najjaśniejszej epoce (1995) – tajniak Bretschneider
- Autoportret z kochanką (1996) – Józef Mitura, ojciec Kuby
- Ekstradycja 2 (serial telewizyjny) (1996) – szef mafii łotewskiej Gundis
- Opowieść o Józefie Szwejku i jego drodze na front (1996) – audytor Bernis
- Historie miłosne (1997) – generał
- Kochaj i rób co chcesz (1997) – Zenek Nowak
- Krugerandy (1999) – ojciec Arka
- Pan Tadeusz (1999) – Podkomorzy
- Przygody dobrego wojaka Szwejka (1999) – audytor Bernis
- Prymas. Trzy lata z tysiąca (2000) – ojciec księdza Stanisława
- Dinozaur (2000) – Bruton (głos, polski dubbing)
- Quo vadis (2001) – Chilonides Chilon
- Córa marnotrawna (2001) – Stefan / pierwszy ojciec Anetki(głos)
- Anioł w Krakowie (2002) – kloszard „Szajbusek”
- Stara baśń. Kiedy słońce było bogiem (2003) – Wizun
- Ubu Król (2003) – car Aleksy
- Cud w Krakowie (2004) – Grzegorz, ojciec Aurela
- Stacyjka (serial telewizyjny) (2004) – Szczapek
- Stara baśń (serial telewizyjny) (2004) – Wizun
- Lawstorant (2005) – notariusz
- Z odzysku (2005) – dziadek Wojtka
- Zakochany Anioł (2005) – kloszard „Szajbusek”
- Król Edyp (spektakl telewizyjny) (2005) – Kreon
- Fundacja (2006) – prokurator Wacław
- Jasne błękitne okna (2006) – Józef, ojciec Sygity
- Wyzwolenie (spektakl telewizyjny) (2007) – reżyser
- Sędziowie (2007) – Samuel
- Glina (2008) – ksiądz na pogrzebie Romów (odc. 17)
- Skorumpowani (2008) – „Cygaro”
- Długi tydzień (2008) – dr Leśniewski
- Psie głowy (2009) – Kulawiec
- Trick (2010) – Bąk
- Cudowne lato (2010) – dziadek Kitki
- Zniknięcie (2011) – Kulawiec
- Trzy siostry (2012) – Fierapont
- Wszystkie kobiety Mateusza (2012) – stary taksówkarz
- Być jak Kazimierz Deyna (2012) – dziadek Kazika
- Ida (2013) – Szymon Skiba
- Lekarze (2013) – Kazimierz Potocki (odc. 21)
- Bezdech (2013) – ojciec
- Ziarno prawdy (2014) – Leon Wilczur
- Karolina (2014) – dziadek Tadeusz
- Artyści (2016) – duch profesora Konrada Kozanowicza
- Ach śpij kochanie (2017) – ojciec Mazurkiewicza
- Chłopcy (spektakl telewizyjny) (2018) – Józef Kalmita
- Ciemno, prawie noc (2019) – Albert Kukułka
- Żywioły Saszy (2020) – dziadek
- Igraszki z diabłem (spektakl telewizyjny) (2020) – ojciec Scholastyk
- Matka odchodzi (spektakl telewizyjny) (2022) – syn
- Wielka woda (serial telewizyjny) 2022 – Szymon Rębacz, ojciec Andrzeja (odc. 2, 3, 4)